# Redcliffe Square
Redcliffe Square è una piazza collocata a Kensington, nella città di Londra.

## I giardini
A sud della piazza sono presenti anche dei giardini, il cui nome è Redcliffe Square Gardens.

## Posti nelle vicinanze
La stazione della metropolitana di Londra più vicina è la stazione di West Brompton, grazie alla quale è possibile raggiungere Redcliffe Square in nove minuti. 
Le strade che passano per Redcliffe Square sono:
- The Boltons;
- Lillie Road;
- Earl's Court Road;
- Old Brompton Road;
- Fulham Road.

Inoltre vicino alla piazza è presente anche un cimitero.